# ۴۶ عقاب
۴۶ عقاب یک ستاره است که در صورت فلکی عقاب قرار دارد.